# Westside Story
"Westside Story" é um single lançado por The Game para o seu álbum de estreia, The Documentary. Contém a participação especial de 50 Cent. A canção estreou nos EUA na nonagésima terceira posição do chart Billboard Hot 100. A revista Rolling Stone descreve a música como uma nova versão de "In da Club".
A canção é um tributo ao falecido rapper Tupac Shakur. O single foi lançado oficialmente em 28 de setembro de 2004 em parceria com as gravadoras Aftermath, G-Unit Records e Interscope.

## Versões remix
- 2004 "Westside Story" (remix) (featuring 50 Cent e Snoop Dogg)[2]
- 2005 "Westside Story" (remix) (featuring Snoop Dogg)

## Paradas musicais
| Parada (2004)                              | Posição topo |
| ------------------------------------------ | ------------ |
| Billboard Hot 100                          | 93           |
| Billboard Hot R&B/Hip-Hop Singles & Tracks | 55           |